# 테마쇼 환상특급
테마쇼 환상특급은 2001년 4월 30일부터 2001년 10월 29일까지 KBS에서 방영된 교양프로그램인데 비표준어, 외국.외래어, 한문투 등 잘못된 어휘를 선택하거나 된소리, 비속어 등 방송에 부적절한 어휘나 표현을 그대로 안방 시청자들에게 전달했다는 지적이 있었으며
 인간극장이 2001년 가을개편 때 1TV 평일 오후 7시로 옮기면서 생긴 개편에 따라 막을 내렸다.

## 출연자
- 임백천
- 홍진경
- 강병규